# Aravaut
Aravaut (francès Arabaux) és un municipi francès del departament de l'Arieja i la regió d'Occitània.